# Albert Tullgren

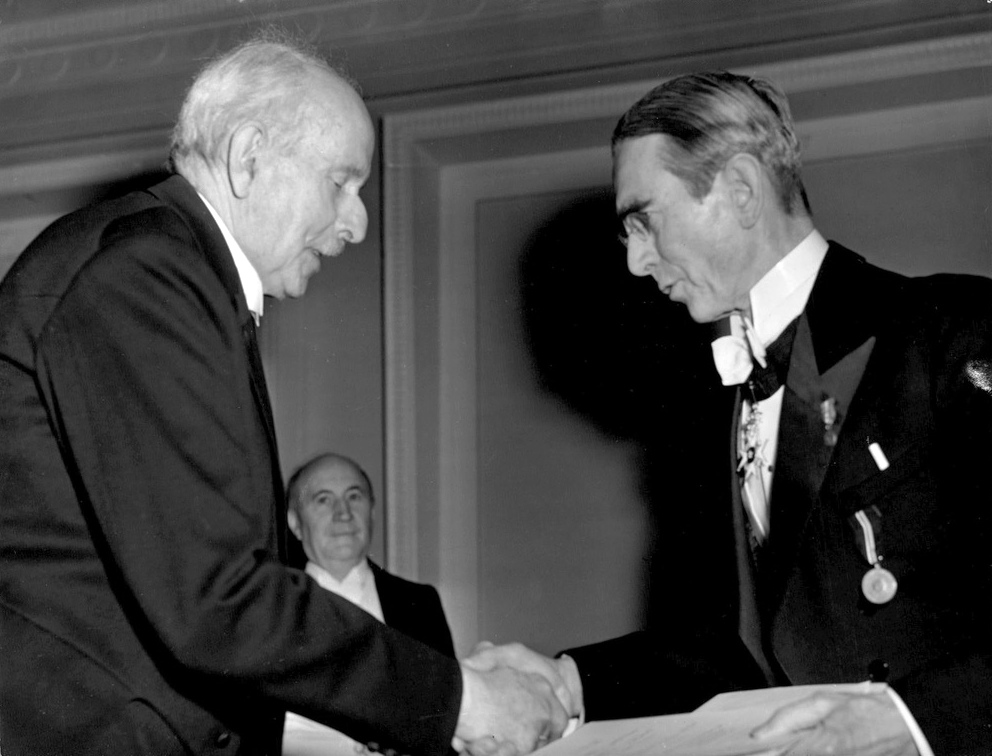
Albert Tullgren (till vänster) mottar sitt diplom ur professor Gerhard Lindbloms hand.

Hugo Albert Tullgren, född 7 september 1874 i Maria Magdalena församling, Stockholm, död 1 juli 1958 i Engelbrekts församling, var en svensk zoolog.

## Biografi
Tullgren blev filosofie kandidat vid Uppsala universitet 1899. Han blev assistent vid Statens entomologiska anstalt 1902 och på entomologiska avdelningen vid Centralanstalten för försöksväsendet på jordbruksområdet 1907. Han blev föreståndare där 1909 och professor 1913. Tullgren blev ledamot av Lantbruksakademien 1912. Han var chef för Statens växtskyddsanstalt 1932-1939. Släktet Tullgrenella i familjen hoppspindlar är uppkallat efter Albert Tullgren.
Tullgren lämnade flera bidrag till den praktisk-entomologiska litteraturen, såsom Skadeinsekter i trädgården och på fältet (1906), Våra snyltgäster inomhus och i ladugården (1914), Trädgårdsväxternas fiender och vänner bland de lägre djuren (1910), samt rörande insekters och spindeldjurs zoografi, såsom Araneida from the swedish expedition through the Gran Chaco and the Cordilleras (1905), Aranece (i redogörelsen för svenska expeditionen till Kilimandjaro etc., 1910), Svensk spindelfauna (I, 1906) och Växtsteklar (i "Svensk insektfauna", 1908). Han skrev Svenska Insekter (1920-1922, tillsammans med Einar Wahlgren) och monumentalverket Svenska Fjärilar (1935-1941, tillsammans med Einar Wahlgren, Frithiof Nordström och David Ljungdahl).